# 1349
| 1349               |
| ------------------ |
| Dødsfald - Fødsler |
|                    |

| Gregoriansk kalender | 1349 MCCCXLIX           |
| Ab urbe condita      | 2102                    |
| Armensk kalender     | 798 ԹՎ ՉՂԸ              |
| Kinesiske kalender   | 4045 – 4046 戊子 – 己丑 |
| Etiopisk kalender    | 1341 – 1342             |
| Jødisk kalender      | 5109 – 5110             |
| Hindukalendere       |                         |
| - Vikram Samvat      | 1404 – 1405             |
| - Shaka Samvat       | 1271 – 1272             |
| - Kali Yuga          | 4450 – 4451             |
| Iransk kalender      | 727 – 728               |
| Islamisk kalender    | 750 – 751               |

Konge i Danmark: Valdemar 4. Atterdag 1340-1375
Se også 1349 (tal) og norsk black metal-band 1349 (band)

## Begivenheder
- 14. februar – 2000 jøder brændes i Strasbourg
- Byldepesten spredes til Norge, da et skib uden levende blandt besætningen ankommer til landet.